# Nejc Pečnik
Nejc Pečnik (Dravograd, Eslovénia - 3 de janeiro de 1986) é um futebolista profissional esloveno, meio campista, milita no futebol japonês, no Omiya Ardija.

## Carreira
Pecnik defendeu seu país na Copa do Mundo de 2010.